# Comuna Zahirociko, Jîdaciv
Zahirociko (în ucraineană Загірочко) este o comună în raionul Jîdaciv, regiunea Liov, Ucraina, formată din satele Dobrivleanî și Zahirociko (reședința).

## Demografie
Componența lingvistică a comunei Zahirociko
     Ucraineană (99,93%)
Conform recensământului din 2001, majoritatea populației comunei Zahirociko era vorbitoare de ucraineană (99,93%), existând în minoritate și vorbitori de alte limbi.